# NGC 3757
NGC 3757 је лентикуларна галаксија у сазвежђу Велики медвед која се налази на NGC листи објеката дубоког неба.
Деклинација објекта је + 58° 24' 58" а ректасцензија 11h 37m 2,9s. Привидна величина (магнитуда) објекта NGC 3757 износи 12,5 а фотографска магнитуда 13,5. NGC 3757 је још познат и под ознакама UGC 6584, MCG 10-17-26, CGCG 292-10, PGC 35955.